# Борис
Борис је словенско име, које се користи највише у Бугарској, Русији, Словенији и Немачкој. На руском, као и на другим словенским језицима, ово име означава ратника. Према другом тумачењу, ово име је краћи облик имена Борислав. Постоји тумачење да је ово изворно турско име Богорис, можда у значењу „кратак“ или „вук“.

## Историјат
У Бугарској се појављује у 9. веку, као име Бориса , императора који је заједно са двојицом својих наследника увео хришћанство у своју земљу. У Русији ово је име свеца из 11. века који је настрадао заједно са својим братом Глебом, као и цара из 16. века Бориса Годунова, кога је касније описао Александар Пушкин.

## Имендан
Имендан се слави у више земаља:
| држава    | датум        |
| --------- | ------------ |
| Бугарска  | 2. мај       |
| Чешка     | 5. септембар |
| Француска | 2. мај       |
| Словачка  | 14. октобар  |
| Шведска   | 10. јун      |

## Познате личности
- Борис I Михаило, бугарски кнез (852-889), први хришћански владар Бугара и светац.
- Борис ІІ, бугарски цар (970-971)
- Борис ІІІ је био владар Бугарска у првој половини 20. века.
- Борис Годунов, цар Русије од краја 16. до почетка 17. века.
- Борис Васиљевич Спаски, руски велемајстор, светски шаховски првак.
- Борис Тадић, бивши Председник Републике Србије.
- Борис Трајковски, председник Републике Македоније од 1999. до 2004.
- Борис Бекер бивши професионални тенисер за Немачку.
- Борис Малагурски, српски режисер.
- Борис Борисогљепски, српски репер.
- Борис Бизетић, српски музичар.
- Борис Аранђеловић, музичар, вокални солиста.
- Борис Цезар Вилхелм Хагелин је био проналазач машине за шифровање.
- Борис Швара, словеначки диригент
- Борис Николајевич Јељцин, председник Русије (1991—1999)
- Борис Леонидович Пастернак је био руски писац, најпознатији по делу Доктор Живаго (1957).
- Борис је херој Совјетског Савеза у видео-игрици Command and Conquer: Red Alert.
- Борис Дијао, француски кошаркаш.

## Популарност
Ово име је популарно у више земаља. У САД је било међу првих 1.000 у више наврата: око 1900, 1960. и 1990. У Каталонији је 1996, 1997. и 1999. било међу првих триста, у Словенији је од 1993. до 1996. било међу првих деведесет, а у Србији је од 2003. до 2005. било на 38. месту.